# Ningyo

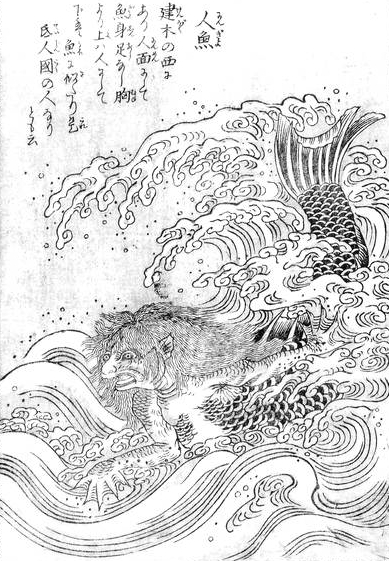
Une ningyo du Konjaku Hyakki Shūi de Toriyama Sekien.

Une ningyo (人魚, « poisson-humain », « sirène ») est une créature des mers de la mythologie japonaise.

## Description
Les premières sources historiques, comme le Shanhaijing chinois, décrivent les ningyo comme ayant à la fois un corps de poisson et un visage humain, avec une voix d'enfant. Le recueil d’histoires Kokon Chomonjū (en) datant de 1254, décrit des poissons dotés de visages humains, mais avec des bouches protubérantes dotées de petites dents, et des traits proches de ceux des singes. La première encyclopédie illustrée du Japon, Wakan sansai zue, parue en 1713, présente la créature avec un haut du corps féminin et une queue proche de celle d’un poisson.
Ces créatures étaient considérées comme nuisibles pendant la période médiévale. Attraper une ningyo déclenchait des tempêtes et provoquait la malchance. Des pêcheurs qui capturaient ces créatures étaient mis en garde par d’autres marins et les rejetaient dans l'océan. On dit aussi que lorsqu’une ningyo s’échouait sur les plages, cela provoquait aussitôt une guerre ou une calamité quelconque. Mais leur rôle a changé à travers les époques et situations, et elles pouvaient être de bon augure. Elles sont aujourd'hui censées éloigner la mauvaise fortune et aider à la bonne santé.
La légende la plus célèbre sur les ningyo est l'histoire de Yao bikuni (八百比丘尼, « la bhikkhuni de 800 ans »), que l'on trouve autour de la province de Wakasa (aujourd'hui préfecture de Fukui) : une jeune femme ayant mangé de la viande de ningyo acquise par son père est restée jeune pendant 800 ans, et est devenue religieuse bouddhiste. De nombreuses variations de ce conte existent. Selon certaines versions, elle aurait vécu près de 1 000 ans, comme dans la variation répandue dans la préfecture d'Okayama.

## Histoire
La plus ancienne trace d'observation de ningyo (bien que le mot ne soit pas utilisé) se trouve dans le Nihon shoki, un écrit du VIIIe siècle, qui décrit des événements qui se seraient déroulés durant la 27e année de règne de l'impératrice Suiko (en l'an 619 environ), avec une description vague de l'animal. Le mot ningyo est apparu pour la première fois dans le plus vieux dictionnaire japonais-chinois, le Wamyō ruijushō, en 937.
Les dernières observations sont recensées au milieu de l'époque d’Edo (1603-1868). Des ningyo momifiées sont alors exhibées lors de spectacles de curiosités. Il se disait que les voir protégeait des maladies et assurait une espérance de vie prolongée. Il est probable qu'il s'agissait de créations d'artisans de très haut niveau, répondant à la forte demande autour de ces créatures, certaines voyageant jusqu'en Europe. Ces momies se trouvent désormais dans des sanctuaires ou des temples, comme Kamuro Karukaya-dō à Hashimoto, Ganjō-ji à Higashiōmi, Myōchi-ji à Kashiwazaki, Tenshō kyōsha à Fujinomiya, Zuiryū-ji à Osaka ou encore Kotohira-gū à Kotohira.

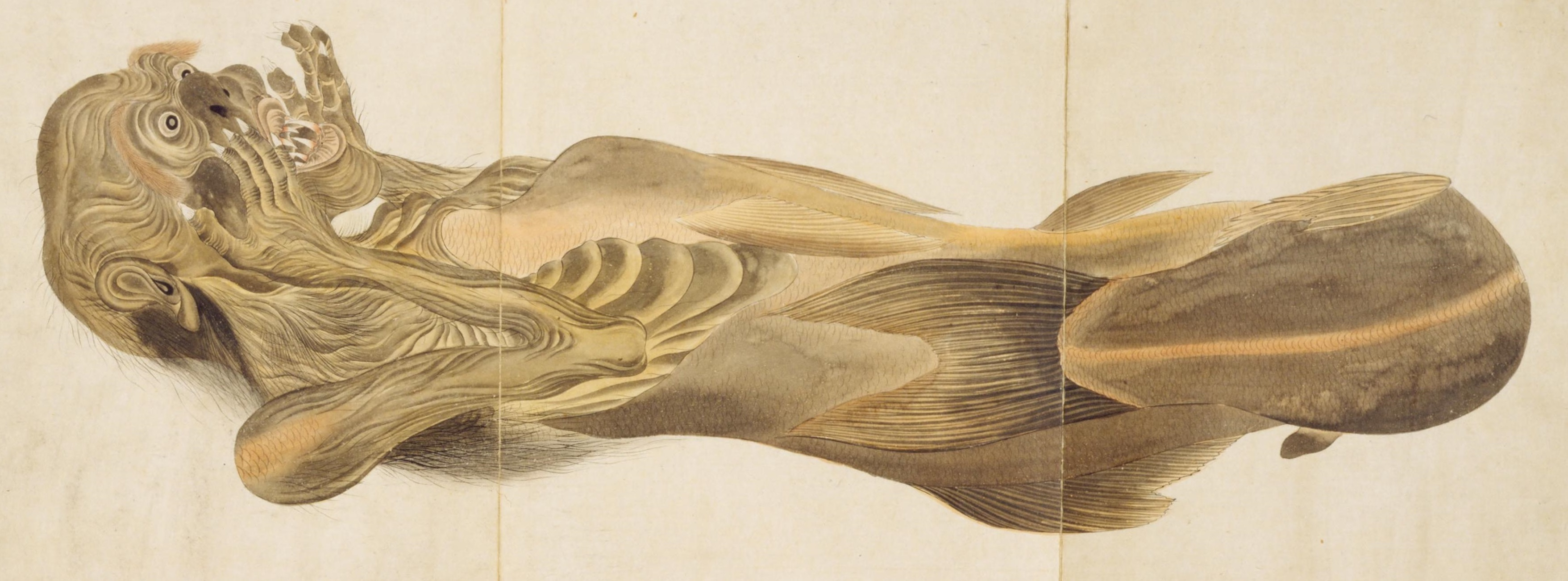
Représentation de ningyo par Mōri Baien dans Baien gyofu (1825)
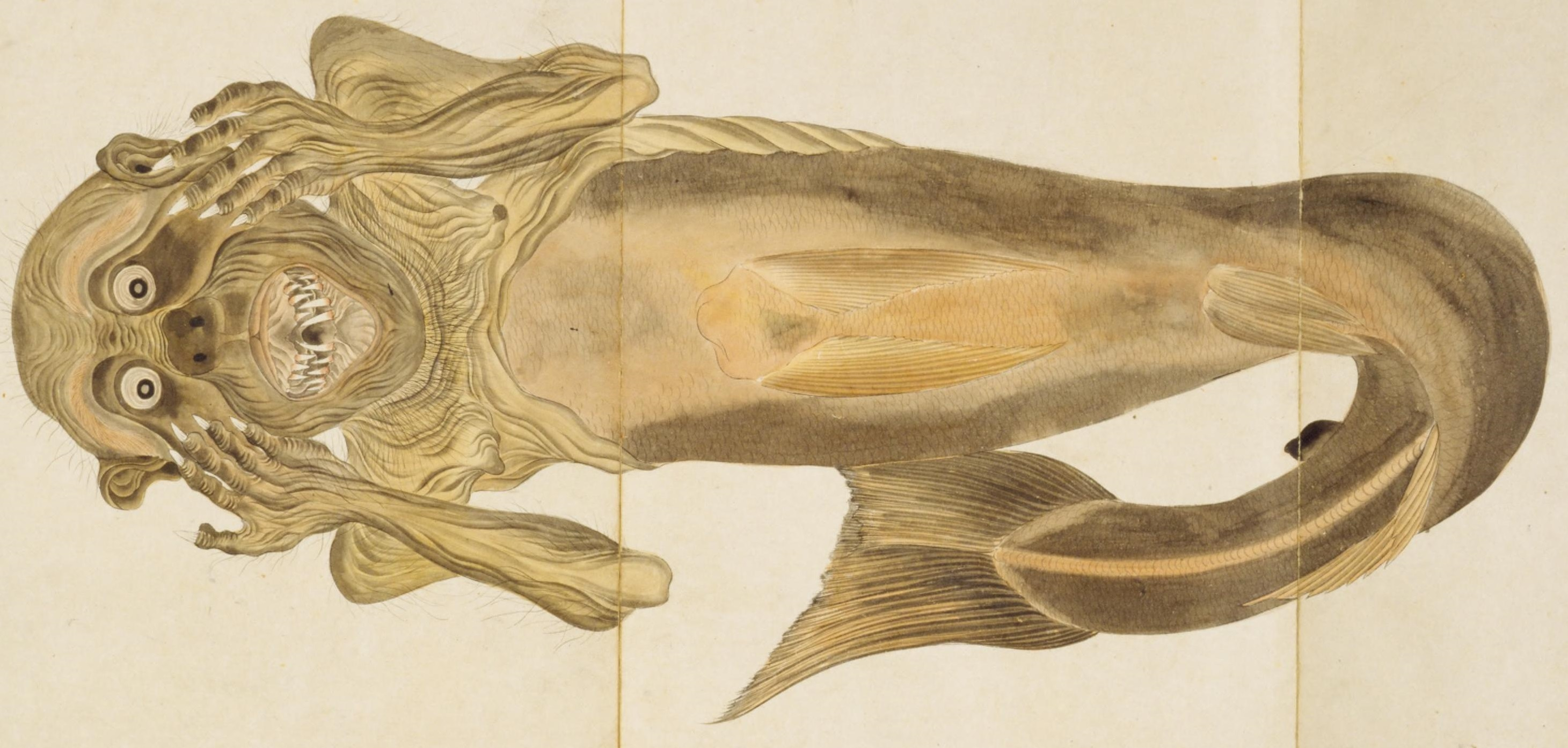
Représentation de ningyo par Mōri Baien dans Baien gyofu (1825)

Durant l’ère Meiji (1868-1912), le savant Minakata Kumagusu suggère que les ningyo observées étaient des salamandres.